# Cantone di Oyonnax
Il Cantone di Oyonnax è una divisione amministrativa dell'arrondissement di Nantua, creato nel 2015.

## Composizione
Comprende la città di Oyonnax e il comune di Arbent.